# Irène Tunc
Irène Pierrette Louise Tunc, född 25 september 1935 i Lyon, Auvergne-Rhône-Alpes, död 16 januari 1972 i Versailles, Île-de-France, var en fransk fotomodell och skådespelerska.
Tunc utsågs till Miss Frankrike 1954.

## Roller i urval
- 1955 – Lemmy Caution slår till
- 1961 – Léon Morin, präst
- 1962 – Duellen på ön
- 1967 – De äventyrslystna
- 1967 – Leva för att leva
- 1968 – Jag älskar dig, jag älskar dig
- 1968 – Mellan två män
- 1971 – Två systrar och Claude